# Eugenio Cruz Vargas

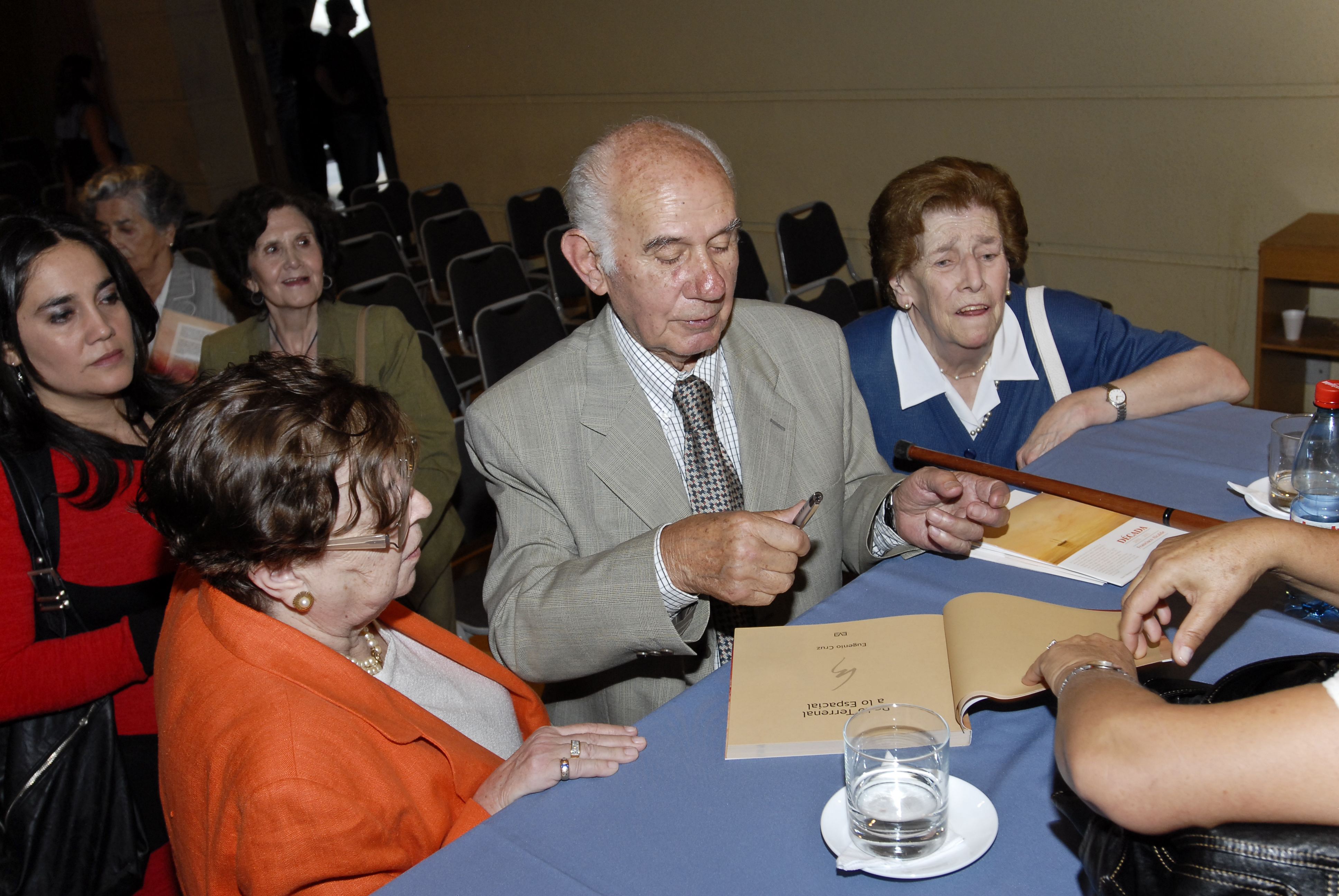
Cruz Vargas en el lanzamiento de su libro De lo Terrenal a lo Espacial

Eugenio Cruz Vargas (Santiago, 2 de octubre de 1923-Olmué, 18 de enero de 2014) fue un pintor y poeta chileno. Su obra plástica se desarrolló en el marco del paisajismo naturalista y la abstracción, mientras que su poemario bajo los conceptos del surrealismo.

## Biografía
Hijo del empresario viticultor Pedro Nolasco Cruz Correa y de María Vargas Bello. Estudió en el Colegio San Ignacio de Santiago. Luego ingresó como funcionario al Banco de Chile, desempeñándose en el área publicitario-inmobiliaria.
Contrajo matrimonio en Santiago el 15 de julio de 1950, con María de la Luz Vergara Errázuriz. Tuvieron nueve hijos: José Eugenio, Soledad, Juan José, Eduardo, Josefina, Isabel, Felipe, María de la Luz y Santiago.[cita requerida]
Al iniciarse los años 1960 se integró como socio a la Agencia de Publicidad Cóndor, fundada en 1942 por Ruperto Vergara Santa Cruz, empresa de la cual, posteriormente, sería su propietario. Más tarde crearía la agencia Cruz y del Solar y en los años siguientes Vía Publicidad y Publicidad Siete.
En 1970 viajó a Europa y Asia en búsqueda de nuevos proyectos. Durante una prolongada estancia en París concurrió a la École du Louvre, donde asistió a cursos de historia del arte. Posteriormente se trasladó a Estados Unidos con el fin de gestionar recursos asociados para producciones cinematográficas chileno-estadounidenses, logrando materializar dos filmes: la comedia Antonio, rodada en la caleta de Quintay, Santiago y Pirque, bajo la dirección del cineasta chileno y conductor de televisión, Claudio Guzmán; y, el drama Autorretrato, dirigida por el estadounidense Maurice McEndree.[cita requerida]
Entre 1978 y mediados de los años 1980 impulsó los dos últimos proyectos antes de dedicarse exclusivamente escribir y pintar.[cita requerida]

### Poesía
Bajo el sello de  Editorial Universitaria, en 1978 publicó ”La única vez que miento”. La Editorial Nascimento publicó en 1980 su segundo libro: ”Cielo”. Ambos libros tuvieron una temática identificada con el surrealismo. Al cabo de tres décadas, compartidas con la pintura, produjo su tercer y último libro: ”De lo terrenal a lo espacial”, con prólogo del poeta chileno Emilio Antilef, y en cuya cubierta aparece su propia pintura titulada ”Paisaje en un color”.

## Obra
- “La única vez que miento”. Editorial Universitaria, 1978 (Chile). 167 Págs.
- “Cielo”. Editorial Nascimento, 1980 (Chile). 128 Págs. Dibujos de Enrique Foos.
- “De lo terrenal a lo espacial”. Estrella Verde Ediciones, 2011 (Chile). 252 Págs. ISBN 978-956-345-061-3.